# Fernando Magalhães (Journalist)
Fernando Magalhães (* um 1954 in Porto, Portugal; † 1. Februar 2013 in Lissabon, Portugal) war ein portugiesischer Journalist und Korrespondent für RTP.

## Leben
Fernando Magalhães zog mit seiner Familie als Kind in die damalige portugiesische Kolonie Mosambik. Dort wurde er nach der Unabhängigkeit trotz seines sehr jungen Alters Mitbegründer der Zeitschrift A Tribuna und Mitbegründer der nationalen Nachrichtenagentur AIM und unter Präsident Samora Machel Leiter des Amtes für Informationswesen. 1977 kehrte er nach Portugal zurück und rund ein Jahr bei Diario de Noticias als Journalist tätig, bevor er 1978 zum Fernsehen wechselte und zunächst Mitglied der Redaktion der Nachrichtensendung Informaçao 2 wurde, deren Sprecher vor allem der bekannte António Mega Ferreira war und danach bis zu seinem Ausscheiden 2001 als Korrespondent für RTP auf den Kap Verden und Mosambik war.
Die letzte Zusammenarbeit zwischen Magalhães und RTP bestand in seinem Skript zu einer Dokumentation über den portugiesischen Kolonialkrieg (A Guerra). Magalhães starb nach langer Krankheit in Lissabon. Der Leichnam wurde in der Capela de Nossa Senhora do Cacho in Linda-a-Velha aufgebahrt. Die Beisetzung fand auf dem Friedhof Cermeterio de Carnaxide statt.